# 11 septembre 1985

## Naissances
- Daniel da Mota, footballeur luxembourgeois
- Rodnei Francisco de Lima, footballeur brésilien
- Robert Partridge, cycliste gallois
- Marc Willers, cycliste néo-zélandais
- Jeremy Manning, rugbyman néo-zélandais
- Mark Galedo, cycliste philippin
- Shaun Livingston, joueur de basket-ball américain
- Zack Stortini, joueur de hockey canadien
- Bobby Cassevah, joueur de base-ball américain
- Evguenia Khassis, militante nationaliste russe

## Décès
- Henri Vin (né le 29 août 1922), homme politique français
- William Alwyn (né le 7 novembre 1905), compositeur britannique
- Eleanor Dark (née le 26 août 1901), femme de lettres australienne

## Autres événements
- Début de l'Éruption du Nevado del Ruiz en 1985
- Désarmement de l'Espadon (S637)

### Astronomie
- Rencontre entre la station International Sun-Earth Explorer et la comète 21P/Giacobini-Zinner
- Découverte des astéroïdes (3646) Aduatiques, (4252) Godwin, (8261) Ceciliejulie
- Nikolaï Tchernykh découvre (15695) Fedorshpig

### Culture
- Diffusion du téléfilm L'Herbe rouge
- Début de la diffusion de la série Un amour de quartier sur télé canada
- Début de la diffusion des séries Le Défi des Gobots et Biniky le dragon rose sur TF1
- Sortie française des films Recherche Susan désespérément, The Breakfast Club et Dangereusement vôtre

### Sport
- Pete Rose bat le record des coups sûrs en base ball
- Match de qualification de la coupe du monde de football entre la RDA et la France